# Lwilaka
La Lwilaka (aussi écrit Luilaka) ou Momboyo, est une rivière du Congo-Kinshasa, à sa confluence avec la Busira (Tshuapa), elle forme la Ruki, un affluent du Congo. Le nom Momboyo est généralement utilisé pour sa partie inférieure, en aval de sa confluence avec la Loile près de Waka.